# 趙紫陽軟禁中的談話
《趙紫陽軟禁中的談話》是由中共前總書記趙紫陽的同鄉摯友宗鳳鳴記述整理，由香港開放出版社出版的圖書。
《趙》記述了從1991年7月到2004年10月趙紫陽被軟禁16年間，宗鳳鳴以氣功師的名義前往趙被軟禁的北京富強胡同6號看望，并從中相互交流思想和情報，探討中國社會政治的發展。宗鳳鳴在每次談話回去後都會迅速把談話內容回憶記錄整理，從而整理出此書。書中收錄了100篇趙紫陽的訪談錄，除了宗鳳鳴本人與趙的談話，還有一些私下安排的對趙的訪問記，大部分为首次正式發表。其中有趙紫陽對六四事件內情的披露、對当时領導人执政的看法与评论等等，從中可以看出趙被軟禁到去世十多年間的思想軌跡，包括反對鎮壓法轮功等議題，是為數不多關於趙紫陽的一手資料。據書中“出版前言”所述，此書書稿作者曾交予趙紫陽本人審閱。
此書出版時宗鳳鳴收到當局的壓力，公安曾數次上門找宗鳳鳴談話，并威脅家人要是出版此書就是反革命。其後宗鳳鳴在2007年2月因心臟病發送院搶救治療，數月前才回家休養。这本书被中共列为禁书。